# انغريد فيدال
انغريد فيدال (بالإسبانية: Ingrid Vidal) (22 أبريل 1991 في كولومبيا - ) هي لاعبة كرة قدم كولومبية في مركز الهجوم، شاركت في الألعاب الأولمبية الصيفية 2016 والألعاب الأولمبية الصيفية 2012. وشاركت مع منتخب كولومبيا لكرة القدم للسيدات ومنتخب كولومبيا تحت 17 سنة للسيدات لكرة القدم ‏ ومنتخب كولومبيا تحت 20 سنة للسيدات لكرة القدم ‏.

## وصلات خارجية
- انغريد فيدال على موقع الاتحاد الدولي (مؤرشف)  (الإنجليزية)
- انغريد فيدال على موقع الاتحاد الأوربي (الإنجليزية)
- انغريد فيدال على موقع قاعدة بيانات كرة القدم.إي يو (الإنجليزية)
- انغريد فيدال على موقع أوليمبيديا (الإنجليزية)